# 莫茹

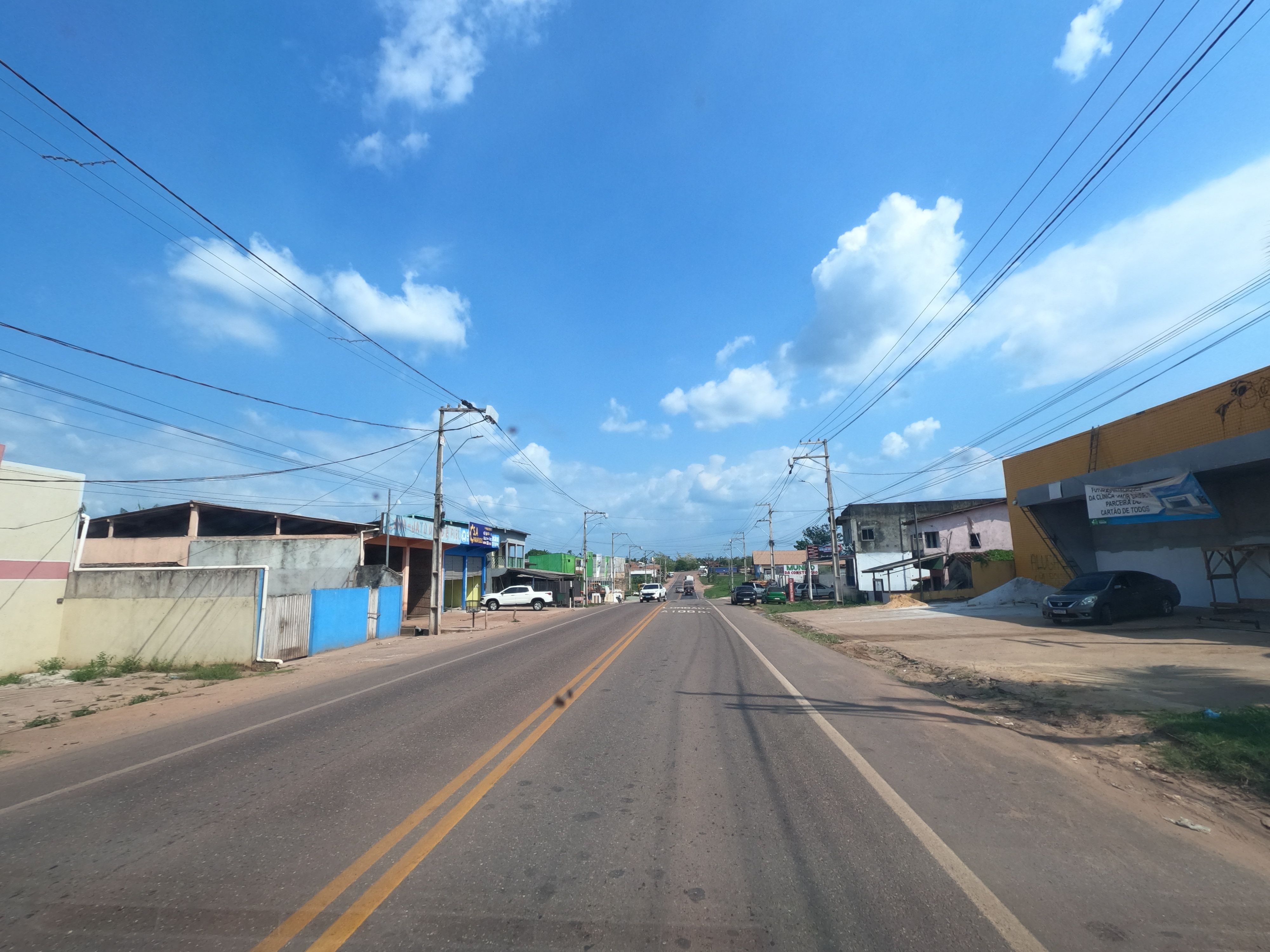
莫茹

莫茹（葡萄牙語：Moju），是巴西的城鎮，位於該國北部，由帕拉州負責管轄，始建於1856年8月28日，面積9,094平方公里，海拔高度16米，2010年人口70,018，人口密度每平方公里7.7人。